# Mittelsinn
Mittelsinn er en kommune i Landkreis Main-Spessart i regierungsbezirk Unterfranken i den tyske delstat Bayern. Den er en del af Verwaltungsgemeinschaft Burgsinn.

## Geografi
Mittelsinn ligger i Region Würzburg.
Ud over Mittelsinn ligger i kommunen landsbyen Forst Aura.